# Зелен охлюв
Зеленият охлюв (Rhinocochlis nasuta) е вид въздушнодишащи сухоземни охлюви, сухоземни пулмонатни коремоноги мекотели от семейство Dyakiidae. Научното наименование на вида за първи път е валидно публикувано през 1852 г. от Metcalfe като Ariophanta nasuta.

## Разпространение
Естественото местообитание на вида е Индо-Малайската биогеографска област.

## Описание
Този вид охлюв има кръгли и полупрозрачни черупки, когато се гледа отгоре или отдолу, с ниска спирала, синистрогира и конична форма. Охлювите достигат до 3 сантиметра и се характеризират със своята почти гладка и зелена повърхност, когато животното е живо, тъй като това е естествената му окраска, а също и от липсата на пъп (вертикалното тръбно пространство или кръгова депресия). Тънката външна устна и образуваща наподобяват носова изпъкналост в най-отдалечения ѝ край (с насута, идваща от латински nasutus, което означава „голям нос“), и периферията на черупката образуват силен ъгъл между горната ѝ част и по-ниската ѝ част.

## Класификация
Зеленият охлюв е единственият вид от рода Rhinocochlis.